# 762
762 (DCCLXII, na numeração romana) foi um ano comum do século VIII do  Calendário Juliano, da Era de Cristo, e a sua letra dominical foi C, totalizando 52 semanas, com início a uma sexta-feira e terminou também a uma sexta-feira.
| Ano completo                       |
| ---------------------------------- |
| Ano comum com início à sexta-feira |

## Eventos
- Fundação da cidade de Bagdá, no atual Iraque. A cidade se torna a capital do Califado Abássida.

## Mortes
- Vineque, cã búlgaro